# المستضعفون (فلم 2024)
المستضعفون (بالإنجليزية: The Underdoggs) هو فيلم كوميدي رياضي أمريكي قادم من إخراج تشارلز ستون الثالث وكتبه داني سيجال وإسحاق شاميس. الفيلم من بطولة سنوب دوج، وتيكا سومبتر، وأندرو شولز، ومايك إبس، وجورج لوبيز.
من المقرر أن يتم إصدار الفيلم بواسطة أستوديوهات أمازون علي برايم فيديو حصريًا في 26 يناير 2024.

## الحبكة
يوافق لاعب اتحاد كرة القدم الأميركي السابق جايسين جينينغز على تدريب فريق كرة قدم للشباب لتجنب الذهاب إلى السجن، بينما يحاول إعادة إطلاق حياته المهنية.

## يقذف
- سنوب دوغ في دور جايسين جينينغز[4]
- تيكا سومبتر[5]
- جورج لوبيز[5]
- أندرو شولز
- مايك إبس[5]
- نانسي دي مايو
- جافين كول
- جونيجان بوث
- أدان جيمس كاريلو
- كيلا دافيلا
- كاليب ديكسون
- الكسندر مايكل جوردون
- شاموري واشنطن